# 단백질 생산
단백질 생산은 특정 단백질을 생성하는 생명공학기술의 과정을 가리키는 용어이다. 

## 설명
단백질 생산은 일반적으로 유기체에서 유전자 발현을 조작하여 다량의 재조합 유전자를 발현함으로써 달성된다. 여기에는 재조합 DNA에서 메신저 RNA(전령 RNA)로의 발전과 전령 RNA를 폴리펩티드 사슬로 번역하는 것이 포함되며 펩타이드 사슬이나 펩타이드 합성은 궁극적으로 기능성 단백질로 접히고 특정한 세포 내 또는 세포 외 위치를 단백질 표적화할 수 있다. 단백질 생산 체계(유전자 발현이라고도 한다.)은 생명과학, 생명공학기술 및 의학 분야에서 주로 사용된다. 분자생물학 연구는 수많은 단백질과 효소를 사용하며, 그 중 다수는 유전자 발현에서 유래한다. 특히 중합효소 연쇄 반응을 위한 DNA 중합효소, RNA 분석을 위한 역전사 효소, 클로닝을 위한 제한 효소, 그리고 약물 발견에서 생물학적 표적 또는 잠재적 약물 자체로 스크리닝되는 단백질을 만들기 위한 것이다. 또한 산업 발효에서 유전자 발현, 특히 당뇨병을 치료하고 효소를 제조하기 위한 인간 인슐린과 같은 생체의약품의 생산에 대한 중요한 응용 분야가 있다.

## 같이 보기
- 단백질
- 유전자